# Division 1 i ishockey 2007/2008
Division 1 i ishockey 2007/2008 var den tredje högsta serien i ishockey i Sverige säsongen 2007/2008. Den bestod av 52 lag uppdelade i sex grundserier (A till F). De främsta lagen i varje grundserie gick vidare till Allettan som spelades i tre serier. De tre bästa lagen från serie A och B spelade i Allettan Norra, de fyra bästa lagen från serie C och D spelade Allettan Mellan och de fyra bästa lagen från serie E och F till Allettan Södra. Övriga lag spelade vidare i vårserier. 
Det bästa laget i varje vårserie och de bästa lagen i varje Allettan-serie gick vidare till playoff, där de fyra bästa lagen till slut gick till kvalserien till Hockeyallsvenskan. De två sämsta i varje fortsättningsserie gick till kvalspel mot lag från Division 2.

## Deltagande lag
Sedan förra säsongen har Arlanda Wings HC bytt namn till Wings HC Arlanda. Team Kiruna IF droppade första delen av sitt namn och heter nu endast Kiruna IF och IK Hästen Hockey hade tagit det gamla klassiska Norrköping-namnet Vita Hästen. Nya lag i serien var Arboga som flyttats ner från Hockeyallsvenskan samt Boden, Lycksele, Lögdeå-Nordmaling 91, Ånge, Skå, Hammarö, Munkfors, Ulricehamns och Göteborgs IK som flyttats upp från Division 2. Dessutom flyttades Kungälv från serie E till F. 
| Division 1A                                                           |
| --------------------------------------------------------------------- |
| Asplöven HC Bodens HF▲ Clemensnäs HC Kiruna IF Lycksele SK ▲ Piteå HC |

| Division 1B                                                                                     |
| ----------------------------------------------------------------------------------------------- |
| AIK Hockey Härnösand Hudiksvalls HC Kovlands IshF LN 91 Hockey ▲ Ånge IK ▲ Östersund/Brunflo IF |

| Division 1C |
| --- |
| Borlänge HF Enköpings SK HK Eskilstuna Linden Hockey Falu IF IFK Arboga IK ▼ Lindlövens IF Surahammars IF Team Uppsala HC Tierps HK Valbo HC |

| Division 1D |
| --- |
| Botkyrka HC Haninge HF HC Vita Hästen Järfälla HC Mälarh./Bredäng Hockey Nacka HK Skå IK ▲ Trångsunds IF Väsby IK HK Wings HC Arlanda |

| Division 1E |
| --- |
| Hammarö HC ▲ IFK Kumla IK IFK Munkfors ▲ Mariestad BoIS HC Skåre BK Skövde IK Sunne IK Tranås AIF Hockey Ulricehamns IF ▲ Örebro HK |

| Division 1F |
| --- |
| Gislaveds SK Göteborgs IK ▲ Helsingborgs HC IF Troja-Ljungby IK Pantern Kristianstads IK Kungälvs IK Mörrums GoIS IK Olofströms IK Tingsryds AIF |

## Grundserier
Grundserierna spelades under första halvan av säsongen, där de främsta i varje serie gick vidare till Allettan, medan de kvarvarande lagen fortsatte spela i sina respektive serier nu kallade vårserier.

### Division 1A
Serien spelades mellan 30 september 2007 och 13 januari 2008. Asplöven (Haparanda) segrade med fyra poäng före Kiruna och Piteå. Dessa tre lag gick vidare till Allettan Norra. Övriga lag spelade istället fortsättningsserie. Niklas Granberg, Piteå, vann poängligan med 40 poäng (16+24) på 24 matcher. 
| Nr | Lag           | S  | V  | O | F  | ÖV | ÖF | GM  | IM  | MS   | P  |
| -- | ------------- | -- | -- | - | -- | -- | -- | --- | --- | ---- | -- |
| 1  | Asplöven HC   | 25 | 20 | 3 | 2  | 0  | 3  | 145 | 49  | +96  | 63 |
| 2  | Kiruna IF     | 25 | 18 | 2 | 5  | 2  | 0  | 107 | 54  | +53  | 58 |
| 3  | Piteå HC      | 25 | 17 | 2 | 6  | 2  | 0  | 117 | 45  | +72  | 55 |
| 4  | Clemensnäs HC | 25 | 7  | 3 | 15 | 1  | 1  | 55  | 92  | −37  | 25 |
| 5  | Bodens HF     | 25 | 4  | 3 | 18 | 1  | 1  | 45  | 108 | −63  | 16 |
| 6  | Lycksele SK   | 25 | 2  | 1 | 22 | 0  | 1  | 36  | 157 | −121 | 7  |

Tabelldata är hämtade från Svenska Ishockeyförbundet.

### Division 1B
Serien spelades mellan 30 september 2007 och 13 januari 2008. Kovlands ishockeyförening från Sundsvall segrade 9 poäng före Östersund/Brunflo som i sin tur var 1 poäng före Hudiksvall. Dessa tre lag gick vidare till Allettan Norra. Övriga lag gick vidare till fortsättningsserien. Stefan Bergsten, Kovland, vann poängligan med 36 poäng (13+23) på 25 matcher. 
| Nr | Lag                  | S  | V  | O | F  | ÖV | ÖF | GM  | IM  | MS  | P  |
| -- | -------------------- | -- | -- | - | -- | -- | -- | --- | --- | --- | -- |
| 1  | Kovlands IshF        | 25 | 16 | 4 | 5  | 2  | 1  | 108 | 65  | +43 | 54 |
| 2  | Östersund/Brunflo IF | 25 | 13 | 4 | 8  | 2  | 2  | 102 | 70  | +32 | 45 |
| 3  | Hudiksvalls HC       | 25 | 14 | 2 | 9  | 0  | 1  | 92  | 77  | +15 | 44 |
| 4  | LN 91 Hockey         | 25 | 10 | 4 | 11 | 2  | 1  | 93  | 81  | +12 | 36 |
| 5  | AIK Hockey Härnösand | 25 | 10 | 1 | 14 | 0  | 1  | 70  | 88  | −18 | 31 |
| 6  | Ånge IK              | 25 | 4  | 1 | 20 | 0  | 0  | 69  | 153 | −84 | 13 |

Tabelldata är hämtade från Svenska Ishockeyförbundet.

### Division 1C
Serien spelades mellan 23 september och 19 december 2007. Enköping vann serien med 9 poäng före Borlänge. Båda lagen, tillsammans med Gävle-laget Valbo och Arboga, gick vidare till Allettan Mellan. Övriga lag gick vidare till fortsättningsserien. Tobias Lundqvist, Surahammar, vann poängligan med 42 poäng (13+29) på 26 matcher. 
| Nr | Lag                      | S  | V  | O | F  | ÖV | ÖF | GM  | IM  | MS  | P  |
| -- | ------------------------ | -- | -- | - | -- | -- | -- | --- | --- | --- | -- |
| 1  | Enköpings SK HK          | 27 | 17 | 8 | 2  | 4  | 2  | 130 | 67  | +63 | 63 |
| 2  | Borlänge HF              | 27 | 15 | 6 | 6  | 3  | 1  | 104 | 75  | +29 | 54 |
| 3  | Valbo HC                 | 27 | 15 | 5 | 7  | 1  | 2  | 100 | 74  | +26 | 51 |
| 4  | IFK Arboga IK            | 27 | 16 | 2 | 9  | 0  | 1  | 96  | 57  | +39 | 50 |
| 5  | Surahammars IF           | 27 | 14 | 3 | 10 | 1  | 2  | 101 | 83  | +18 | 46 |
| 6  | Lindlövens IF            | 27 | 8  | 7 | 12 | 4  | 1  | 78  | 96  | −18 | 35 |
| 7  | Eskilstuna Linden Hockey | 27 | 10 | 4 | 13 | 0  | 2  | 88  | 86  | +2  | 34 |
| 8  | Falu IF                  | 27 | 9  | 2 | 16 | 2  | 0  | 70  | 105 | −35 | 31 |
| 9  | Team Uppsala HC          | 27 | 7  | 6 | 14 | 0  | 3  | 69  | 106 | −37 | 27 |
| 10 | Tierps HK                | 27 | 1  | 3 | 23 | 0  | 1  | 48  | 135 | −87 | 6  |

Tabelldata är hämtade från Svenska Ishockeyförbundet.

### Division 1D
Serien spelades mellan 23 september och 19 december 2007. Vita Hästen vann serien 4 poäng före Väsby. Båda lagen, tillsammans med Mälarhöjden/Bredäng från Stockholm Söderort och Haninge från Handen, gick vidare till Allettan Mellan. Övriga lag gick vidare till fortsättningsserien. Jesper Samuelsson, Vita Hästen, vann poängligan med 46 poäng (12+34) på 26 matcher. 
| Nr | Lag                        | S  | V  | O | F  | ÖV | ÖF | GM  | IM  | MS  | P  |
| -- | -------------------------- | -- | -- | - | -- | -- | -- | --- | --- | --- | -- |
| 1  | HC Vita Hästen             | 27 | 22 | 2 | 3  | 0  | 0  | 126 | 62  | +64 | 68 |
| 2  | Väsby IK HK                | 27 | 20 | 2 | 5  | 2  | 0  | 104 | 67  | +37 | 64 |
| 3  | Mälarhöjden/Bredäng Hockey | 27 | 13 | 2 | 12 | 2  | 0  | 105 | 88  | +17 | 43 |
| 4  | Haninge HF                 | 27 | 12 | 5 | 10 | 2  | 2  | 84  | 90  | −6  | 43 |
| 5  | Botkyrka HC                | 27 | 11 | 4 | 12 | 0  | 4  | 86  | 93  | −7  | 37 |
| 6  | Skå IK                     | 27 | 12 | 1 | 14 | 0  | 1  | 91  | 109 | −18 | 37 |
| 7  | Nacka HK                   | 27 | 10 | 1 | 16 | 0  | 1  | 102 | 122 | −20 | 31 |
| 8  | Trångsunds IF              | 27 | 9  | 3 | 15 | 0  | 2  | 95  | 108 | −13 | 30 |
| 9  | Wings HC Arlanda           | 27 | 7  | 3 | 17 | 3  | 0  | 83  | 105 | −22 | 27 |
| 10 | Järfälla HC                | 27 | 6  | 3 | 18 | 2  | 1  | 83  | 115 | −32 | 23 |

Tabelldata är hämtade från Svenska Ishockeyförbundet.

### Division 1E
Serien spelades mellan 23 september och 19 december 2007. Örebro vann serien 10 poäng före Mariestad. Tillsammans med Karlstadslaget Skåre och Skövde gick de vidare till Allettan Södra. Övriga lag gick vidare till fortsättningsserien. Ronny Johansson, Mariestad, vann poängligan med 51 poäng (18+33) på 27 matcher. 
| Nr | Lag               | S  | V  | O | F  | ÖV | ÖF | GM  | IM  | MS   | P  |
| -- | ----------------- | -- | -- | - | -- | -- | -- | --- | --- | ---- | -- |
| 1  | Örebro HK         | 27 | 22 | 2 | 3  | 1  | 0  | 140 | 43  | +97  | 69 |
| 2  | Mariestad BoIS HC | 27 | 19 | 2 | 6  | 0  | 2  | 122 | 64  | +58  | 59 |
| 3  | Skåre BK          | 27 | 15 | 5 | 7  | 1  | 1  | 101 | 64  | +37  | 51 |
| 4  | Skövde IK         | 27 | 14 | 4 | 9  | 3  | 0  | 106 | 79  | +27  | 49 |
| 5  | Sunne IK          | 27 | 14 | 5 | 8  | 2  | 1  | 81  | 70  | +11  | 49 |
| 6  | Tranås AIF Hockey | 27 | 13 | 4 | 10 | 2  | 0  | 106 | 72  | +34  | 45 |
| 7  | IFK Kumla IK      | 27 | 12 | 1 | 14 | 0  | 1  | 95  | 74  | +21  | 37 |
| 8  | Ulricehamns IF    | 27 | 7  | 2 | 18 | 0  | 2  | 70  | 107 | −37  | 23 |
| 9  | IFK Munkfors      | 27 | 4  | 3 | 20 | 0  | 2  | 58  | 140 | −82  | 15 |
| 10 | Hammarö HC        | 27 | 1  | 0 | 26 | 0  | 0  | 40  | 206 | −166 | 3  |

Tabelldata är hämtade från Svenska Ishockeyförbundet.

### Division 1F
Serien spelades mellan 23 september och 19 december 2007. Ljungby-laget Troja vann serien 11 poäng före Malmö-laget Pantern. Tillsammans med Tingsryd och Olofström, gick de vidare till Allettan Södra. Övriga lag gick vidare till fortsättningsserien. Robert Burakovsky, Pantern, vann poängligan med 47 poäng (15+32) på 25 matcher. 
| Nr | Lag              | S  | V  | O | F  | ÖV | ÖF | GM  | IM  | MS   | P  |
| -- | ---------------- | -- | -- | - | -- | -- | -- | --- | --- | ---- | -- |
| 1  | IF Troja-Ljungby | 27 | 20 | 3 | 4  | 2  | 1  | 155 | 57  | +98  | 65 |
| 2  | IK Pantern       | 27 | 15 | 7 | 5  | 2  | 0  | 110 | 70  | +40  | 54 |
| 3  | Tingsryds AIF    | 27 | 15 | 4 | 8  | 1  | 1  | 111 | 80  | +31  | 50 |
| 4  | Olofströms IK    | 27 | 12 | 8 | 7  | 0  | 4  | 115 | 84  | +31  | 44 |
| 5  | Kristianstads IK | 27 | 12 | 6 | 9  | 2  | 1  | 97  | 84  | +13  | 44 |
| 6  | Mörrums GoIS IK  | 27 | 13 | 4 | 10 | 1  | 1  | 99  | 102 | −3   | 44 |
| 7  | Kungälvs IK      | 27 | 9  | 7 | 11 | 2  | 2  | 80  | 83  | −3   | 36 |
| 8  | Helsingborgs HC  | 27 | 10 | 1 | 16 | 1  | 0  | 94  | 106 | −12  | 32 |
| 9  | Gislaveds SK     | 27 | 7  | 3 | 17 | 1  | 1  | 71  | 86  | −15  | 25 |
| 10 | Göteborgs IK     | 27 | 0  | 1 | 26 | 0  | 1  | 43  | 223 | −180 | 1  |

Tabelldata är hämtade från Svenska Ishockeyförbundet.

## Allettan

### Allettan Norra
Serien spelades mellan 19 januari och 23 februari 2008. Kvalificerade lag var de tre främsta lagen från respektive Division 1A och 1B. Asplöven vann serien och fick en plats i Playoff 3. Tvåan Östersund/Brunflo fick en plats i Playoff 2. Övriga lag hade spelat färdigt för säsongen och var kvalificerade för Division 1 nästa säsong. Poängligan vanns av Stefan Sterner från Östersund med 18 poäng (7+11) på 10 matcher.
| Nr | Lag                  | S  | V | O | F | ÖV | ÖF | GM | IM | MS  | P  |
| -- | -------------------- | -- | - | - | - | -- | -- | -- | -- | --- | -- |
| 1  | Asplöven HC          | 10 | 7 | 2 | 1 | 0  | 0  | 38 | 20 | +18 | 23 |
| 2  | Östersund/Brunflo IF | 10 | 6 | 2 | 2 | 0  | 2  | 45 | 31 | +14 | 20 |
| 3  | Piteå HC             | 10 | 3 | 5 | 2 | 2  | 2  | 34 | 31 | +3  | 16 |
| 4  | Kiruna IF            | 10 | 2 | 4 | 4 | 3  | 0  | 36 | 39 | −3  | 13 |
| 5  | Hudiksvalls HC       | 10 | 3 | 1 | 6 | 0  | 0  | 27 | 37 | −10 | 10 |
| 6  | Kovlands IshF        | 10 | 1 | 2 | 7 | 0  | 1  | 24 | 46 | −22 | 5  |

Tabelldata är hämtade från Svenska Ishockeyförbundet.

### Allettan Mellan
Serien spelades mellan 4 januari och 27 februari 2008. Kvalificerade lag var de fyra främsta lagen från respektive Division 1C och 1D. Väsby vann serien på målskillnad före Valbo, båda lagen fick en plats i Playoff 3. Trean Enköping fick en plats i Playoff 2. Övriga lag hade spelat färdigt för säsongen och var kvalificerade för Division 1 nästa säsong. Poängligan vanns av Markus Molin från Valbo med 22 poäng (6+16) på 14 matcher.
| Nr | Lag                        | S  | V | O | F  | ÖV | ÖF | GM | IM | MS  | P  |
| -- | -------------------------- | -- | - | - | -- | -- | -- | -- | -- | --- | -- |
| 1  | Väsby IK HK                | 14 | 9 | 2 | 3  | 0  | 1  | 59 | 37 | +22 | 29 |
| 2  | Valbo HC                   | 14 | 9 | 2 | 3  | 0  | 1  | 54 | 38 | +16 | 29 |
| 3  | Enköpings SK HK            | 14 | 7 | 3 | 4  | 2  | 0  | 41 | 25 | +16 | 26 |
| 4  | HC Vita Hästen             | 14 | 6 | 4 | 4  | 3  | 1  | 49 | 37 | +12 | 25 |
| 5  | IFK Arboga IK              | 14 | 5 | 4 | 5  | 0  | 3  | 37 | 44 | −7  | 19 |
| 6  | Mälarhöjden/Bredäng Hockey | 14 | 2 | 7 | 5  | 1  | 1  | 44 | 54 | −10 | 14 |
| 7  | Borlänge HF                | 14 | 3 | 3 | 8  | 1  | 0  | 40 | 55 | −15 | 13 |
| 8  | Haninge HF                 | 14 | 1 | 3 | 10 | 0  | 0  | 29 | 63 | −34 | 6  |

Tabelldata är hämtade från Svenska Ishockeyförbundet.

### Allettan Södra
Serien spelades mellan 4 januari och 27 februari 2008. Kvalificerade lag var de fyra främsta lagen från respektive Division 1E och 1F. Troja vann serien 9 poäng före Mariestad, båda lagen fick en plats i Playoff 3. Trean Örebro fick en plats i Playoff 2. Övriga lag hade spelat färdigt för säsongen och var kvalificerade för Division 1 nästa säsong. Poängligan vanns av Thomas Fahlqvist från Troja med 23 poäng (7+16) på 14 matcher.
| Nr | Lag               | S  | V  | O | F  | ÖV | ÖF | GM | IM | MS  | P  |
| -- | ----------------- | -- | -- | - | -- | -- | -- | -- | -- | --- | -- |
| 1  | IF Troja-Ljungby  | 14 | 12 | 1 | 1  | 1  | 0  | 65 | 29 | +36 | 38 |
| 2  | Mariestad BoIS HC | 14 | 9  | 1 | 4  | 1  | 0  | 57 | 32 | +25 | 29 |
| 3  | Örebro HK         | 14 | 8  | 1 | 5  | 0  | 1  | 59 | 46 | +13 | 25 |
| 4  | Tingsryds AIF     | 14 | 7  | 3 | 4  | 0  | 1  | 55 | 45 | +10 | 24 |
| 5  | Olofströms IK     | 14 | 4  | 2 | 8  | 0  | 0  | 37 | 47 | −10 | 14 |
| 6  | Skåre BK          | 14 | 4  | 0 | 10 | 0  | 0  | 38 | 60 | −22 | 12 |
| 7  | IK Pantern        | 14 | 2  | 4 | 8  | 1  | 1  | 35 | 59 | −24 | 11 |
| 8  | Skövde IK         | 14 | 2  | 4 | 8  | 1  | 1  | 39 | 67 | −28 | 11 |

Tabelldata är hämtade från Svenska Ishockeyförbundet.

## Vårserier

### Division 1A vår
Serien spelades mellan 20 januari och 15 februari 2008. Vinnande laget Clemensnäs gick till playoff 1. När serien började tilldelades lagen placeringspoäng grundat på resultatet i grundserien; Clemensnäs 2p och Boden 1p.
| Nr | Lag           | S | V | O | F | ÖV | ÖF | GM | IM | MS  | P  |
| -- | ------------- | - | - | - | - | -- | -- | -- | -- | --- | -- |
| 1  | Clemensnäs HC | 6 | 4 | 2 | 0 | 2  | 0  | 17 | 7  | +10 | 18 |
| 2  | Bodens HF     | 6 | 2 | 2 | 2 | 1  | 1  | 21 | 16 | +5  | 10 |
| 3  | Lycksele SK   | 6 | 0 | 2 | 4 | 0  | 2  | 8  | 23 | −15 | 2  |

Tabelldata är hämtade från Svenska Ishockeyförbundet.

### Division 1B vår
Serien spelades mellan 20 januari och 15 februari 2008. Vinnande laget LN 91 gick till playoff 1. När serien började tilldelades lagen placeringspoäng grundat på resultatet i grundserien; LN 91 2p, Härnösand 1p.
| Nr | Lag                  | S | V | O | F | ÖV | ÖF | GM | IM | MS  | P  |
| -- | -------------------- | - | - | - | - | -- | -- | -- | -- | --- | -- |
| 1  | LN 91 Hockey         | 6 | 3 | 2 | 1 | 1  | 1  | 29 | 24 | +5  | 14 |
| 2  | AIK Hockey Härnösand | 6 | 3 | 2 | 1 | 1  | 1  | 29 | 16 | +13 | 13 |
| 3  | Ånge IK              | 6 | 0 | 2 | 4 | 1  | 1  | 22 | 40 | −18 | 3  |

Tabelldata är hämtade från Svenska Ishockeyförbundet.

### Division 1C vår
Serien spelades mellan 6 januari och 17 februari 2008. Vinnande laget Lindlöven gick till playoff 1. De två sista lagen, Falun och Uppsala, fick spela kvalserie för att försöka hålla sig kvar i Division 1 till nästa säsong. När serien började tilldelades lagen placeringspoäng grundat på resultatet i grundserien; Surahammar 8p, Lindlöven 6p, Linden 4p, Falun 2p, Uppsala 1p.
| Nr | Lag                      | S  | V | O | F | ÖV | ÖF | GM | IM | MS  | P  |
| -- | ------------------------ | -- | - | - | - | -- | -- | -- | -- | --- | -- |
| 1  | Lindlövens IF            | 10 | 7 | 3 | 0 | 1  | 1  | 41 | 28 | +13 | 31 |
| 2  | Eskilstuna Linden Hockey | 10 | 4 | 3 | 3 | 1  | 1  | 40 | 28 | +12 | 20 |
| 3  | Surahammars IF           | 10 | 1 | 4 | 5 | 3  | 1  | 26 | 39 | −13 | 18 |
| 4  | Tierps HK                | 10 | 5 | 1 | 4 | 0  | 0  | 28 | 30 | −2  | 16 |
| 5  | Falu IF                  | 10 | 3 | 4 | 3 | 0  | 2  | 32 | 33 | −1  | 15 |
| 6  | Team Uppsala HC          | 10 | 1 | 3 | 6 | 1  | 1  | 29 | 38 | −9  | 8  |

Tabelldata är hämtade från Svenska Ishockeyförbundet.

### Division 1D vår
Serien spelades mellan 6 januari och 17 februari 2008. Vinnande laget Nacka gick till playoff 1. De två sista lagen, Wings och Järfälla, fick spela kvalserie för att försöka hålla sig kvar i Division 1 till nästa säsong. När serien började tilldelades lagen placeringspoäng grundat på resultatet i grundserien; Botkyrka 8p, Skå 6p, Nacka 4p, Trångsund 2p, Arlanda 1p.
| Nr | Lag              | S  | V | O | F | ÖV | ÖF | GM | IM | MS  | P  |
| -- | ---------------- | -- | - | - | - | -- | -- | -- | -- | --- | -- |
| 1  | Nacka HK         | 10 | 6 | 2 | 2 | 0  | 1  | 38 | 27 | +11 | 24 |
| 2  | Botkyrka HC      | 10 | 5 | 0 | 5 | 0  | 0  | 28 | 30 | −2  | 23 |
| 3  | Trångsunds IF    | 10 | 5 | 1 | 4 | 1  | 0  | 30 | 27 | +3  | 19 |
| 4  | Skå IK           | 10 | 4 | 0 | 6 | 0  | 0  | 33 | 44 | −11 | 18 |
| 5  | Wings HC Arlanda | 10 | 4 | 2 | 4 | 0  | 1  | 32 | 29 | +3  | 15 |
| 6  | Järfälla HC      | 10 | 3 | 1 | 6 | 1  | 0  | 31 | 35 | −4  | 11 |

Tabelldata är hämtade från Svenska Ishockeyförbundet.

### Division 1E vår
Serien spelades mellan 5 januari och 17 februari 2008. Vinnande laget Tranås gick till playoff 1. De två sista lagen, Ulricehamn och Hammarö, fick spela kvalserie för att försöka hålla sig kvar i Division 1 till nästa säsong. När serien började tilldelades lagen placeringspoäng grundat på resultatet i grundserien; Sunne 8p, Tranås 6p, Kumla 4p, Ulricehamn 2p, Munkfors 1p.
| Nr | Lag               | S  | V | O | F | ÖV | ÖF | GM | IM | MS  | P  |
| -- | ----------------- | -- | - | - | - | -- | -- | -- | -- | --- | -- |
| 1  | Tranås AIF Hockey | 10 | 7 | 1 | 2 | 0  | 0  | 50 | 18 | +32 | 28 |
| 2  | IFK Kumla IK      | 10 | 7 | 1 | 2 | 0  | 0  | 40 | 25 | +15 | 26 |
| 3  | Sunne IK          | 10 | 5 | 1 | 4 | 1  | 0  | 40 | 31 | +9  | 25 |
| 4  | IFK Munkfors      | 10 | 6 | 1 | 3 | 0  | 0  | 38 | 29 | +9  | 20 |
| 5  | Ulricehamns IF    | 10 | 2 | 1 | 7 | 0  | 0  | 20 | 34 | −14 | 9  |
| 6  | Hammarö HC        | 10 | 0 | 1 | 9 | 0  | 1  | 12 | 63 | −51 | 1  |

Tabelldata är hämtade från Svenska Ishockeyförbundet.

### Division 1F vår
Serien spelades mellan 6 januari och 17 februari 2008. Vinnande laget Kristianstad gick till playoff 1. De två sista lagen, Mörrum och Göteborg, fick spela kvalserie för att försöka hålla sig kvar i Division 1 till nästa säsong. När serien började tilldelades lagen placeringspoäng grundat på resultatet i grundserien; Kristianstad 8p, Mörrum 6p, Kungälv 4p, Helsingborg 2p, Gislaved 1p.
| Nr | Lag              | S  | V | O | F  | ÖV | ÖF | GM | IM | MS  | P  |
| -- | ---------------- | -- | - | - | -- | -- | -- | -- | -- | --- | -- |
| 1  | Kristianstads IK | 10 | 5 | 2 | 3  | 2  | 0  | 52 | 27 | +25 | 27 |
| 2  | Gislaveds SK     | 10 | 8 | 1 | 1  | 0  | 0  | 48 | 17 | +31 | 26 |
| 3  | Helsingborgs HC  | 10 | 5 | 3 | 2  | 0  | 1  | 45 | 33 | +12 | 20 |
| 4  | Kungälvs IK      | 10 | 5 | 1 | 4  | 0  | 0  | 35 | 27 | +8  | 20 |
| 5  | Mörrums GoIS IK  | 10 | 2 | 3 | 5  | 0  | 1  | 32 | 31 | +1  | 15 |
| 6  | Göteborgs IK     | 10 | 0 | 0 | 10 | 0  | 0  | 13 | 90 | −77 | 0  |

Tabelldata är hämtade från Svenska Ishockeyförbundet.

## Playoff

### Översikt
|  | Playoff 1            | Playoff 1 |                      |   | Playoff 2 | Playoff 2 |  |  | Playoff 3 | Playoff 3 |  |  |  |  |  |  |  |  |
|  |                      |           |                      |   |           |           |  |  |           |           |  |  |  |  |  |  |  |  |
|  |                      |           |                      |   |           |           |  |  |           |           |  |  |  |  |  |  |  |  |
|  |                      |           |                      |   |           |           |  |  |           |           |  |  |  |  |  |  |  |  |
|  |                      |           |                      |   |           |           |  |  |           |           |  |  |  |  |  |  |  |  |
|  |                      |           |                      |   |           |           |  |  |           |           |  |  |  |  |  |  |  |  |
|  |                      |           |                      |   |           |           |  |  |           |           |  |  |  |  |  |  |  |  |
|  |                      |           |                      |   |           |           |  |  |           |           |  |  |  |  |  |  |  |  |
|  |                      |           |                      |   |           |           |  |  |           |           |  |  |  |  |  |  |  |  |
|  |                      |           |                      |   |           |           |  |  |           |           |  |  |  |  |  |  |  |  |
|  |                      |           |                      |   |           |           |  |  |           |           |  |  |  |  |  |  |  |  |
|  | 0                    |           |                      |   |           |           |  |  |           |           |  |  |  |  |  |  |  |  |
|  |                      |           |                      |   |           |           |  |  |           |           |  |  |  |  |  |  |  |  |
|  | Asplöven HC          | 2         |                      |   |           |           |  |  |           |           |  |  |  |  |  |  |  |  |
|  | Asplöven HC          | 2         |                      |   |           |           |  |  |           |           |  |  |  |  |  |  |  |  |
|  |                      |           | Örebro HK            | 1 |           |           |  |  |           |           |  |  |  |  |  |  |  |  |
|  |                      |           | Örebro HK            | 1 |           |           |  |  |           |           |  |  |  |  |  |  |  |  |
|  | 0                    |           |                      |   |           |           |  |  |           |           |  |  |  |  |  |  |  |  |
|  |                      |           |                      |   |           |           |  |  |           |           |  |  |  |  |  |  |  |  |
|  | Örebro HK            | 2         |                      |   |           |           |  |  |           |           |  |  |  |  |  |  |  |  |
|  | Örebro HK            | 2         | 0                    |   |           |           |  |  |           |           |  |  |  |  |  |  |  |  |
|  |                      |           | Tranås AIF Hockey    | 0 |           |           |  |  |           |           |  |  |  |  |  |  |  |  |
|  | Tranås AIF Hockey    | 2         | Tranås AIF Hockey    | 0 |           |           |  |  |           |           |  |  |  |  |  |  |  |  |
|  | Tranås AIF Hockey    | 2         |                      |   |           |           |  |  |           |           |  |  |  |  |  |  |  |  |
|  | Kristianstads IK     | 0         |                      |   |           |           |  |  |           |           |  |  |  |  |  |  |  |  |
|  | Kristianstads IK     | 0         |                      |   |           |           |  |  |           |           |  |  |  |  |  |  |  |  |
|  |                      |           |                      |   |           |           |  |  |           |           |  |  |  |  |  |  |  |  |
|  |                      |           |                      |   |           |           |  |  |           |           |  |  |  |  |  |  |  |  |
|  |                      |           |                      |   |           |           |  |  |           |           |  |  |  |  |  |  |  |  |
|  |                      |           |                      |   |           |           |  |  |           |           |  |  |  |  |  |  |  |  |
|  |                      |           |                      |   |           |           |  |  |           |           |  |  |  |  |  |  |  |  |
|  |                      |           |                      |   |           |           |  |  |           |           |  |  |  |  |  |  |  |  |
|  |                      |           |                      |   |           |           |  |  |           |           |  |  |  |  |  |  |  |  |
|  |                      |           |                      |   |           |           |  |  |           |           |  |  |  |  |  |  |  |  |
|  |                      |           |                      |   |           |           |  |  |           |           |  |  |  |  |  |  |  |  |
|  | 0                    |           |                      |   |           |           |  |  |           |           |  |  |  |  |  |  |  |  |
|  |                      |           |                      |   |           |           |  |  |           |           |  |  |  |  |  |  |  |  |
|  | IF Troja-Ljungby     | 2         |                      |   |           |           |  |  |           |           |  |  |  |  |  |  |  |  |
|  | IF Troja-Ljungby     | 2         |                      |   |           |           |  |  |           |           |  |  |  |  |  |  |  |  |
|  |                      |           | Enköpings SK HK      | 0 |           |           |  |  |           |           |  |  |  |  |  |  |  |  |
|  |                      |           | Enköpings SK HK      | 0 |           |           |  |  |           |           |  |  |  |  |  |  |  |  |
|  | 0                    |           |                      |   |           |           |  |  |           |           |  |  |  |  |  |  |  |  |
|  |                      |           |                      |   |           |           |  |  |           |           |  |  |  |  |  |  |  |  |
|  | Enköpings SK HK      | 2         |                      |   |           |           |  |  |           |           |  |  |  |  |  |  |  |  |
|  | Enköpings SK HK      | 2         | 0                    |   |           |           |  |  |           |           |  |  |  |  |  |  |  |  |
|  |                      |           | Nacka HK             | 0 |           |           |  |  |           |           |  |  |  |  |  |  |  |  |
|  | Lindlövens IF        | 0         | Nacka HK             | 0 |           |           |  |  |           |           |  |  |  |  |  |  |  |  |
|  | Lindlövens IF        | 0         |                      |   |           |           |  |  |           |           |  |  |  |  |  |  |  |  |
|  | Nacka HK             | 2         |                      |   |           |           |  |  |           |           |  |  |  |  |  |  |  |  |
|  | Nacka HK             | 2         |                      |   |           |           |  |  |           |           |  |  |  |  |  |  |  |  |
|  |                      |           |                      |   |           |           |  |  |           |           |  |  |  |  |  |  |  |  |
|  |                      |           |                      |   |           |           |  |  |           |           |  |  |  |  |  |  |  |  |
|  |                      |           |                      |   |           |           |  |  |           |           |  |  |  |  |  |  |  |  |
|  |                      |           |                      |   |           |           |  |  |           |           |  |  |  |  |  |  |  |  |
|  |                      |           |                      |   |           |           |  |  |           |           |  |  |  |  |  |  |  |  |
|  |                      |           |                      |   |           |           |  |  |           |           |  |  |  |  |  |  |  |  |
|  |                      |           |                      |   |           |           |  |  |           |           |  |  |  |  |  |  |  |  |
|  |                      |           |                      |   |           |           |  |  |           |           |  |  |  |  |  |  |  |  |
|  |                      |           |                      |   |           |           |  |  |           |           |  |  |  |  |  |  |  |  |
|  | 0                    |           |                      |   |           |           |  |  |           |           |  |  |  |  |  |  |  |  |
|  |                      |           |                      |   |           |           |  |  |           |           |  |  |  |  |  |  |  |  |
|  | Väsby IK HK          | 2         |                      |   |           |           |  |  |           |           |  |  |  |  |  |  |  |  |
|  | Väsby IK HK          | 2         |                      |   |           |           |  |  |           |           |  |  |  |  |  |  |  |  |
|  |                      |           | Östersund/Brunflo IF | 0 |           |           |  |  |           |           |  |  |  |  |  |  |  |  |
|  |                      |           | Östersund/Brunflo IF | 0 |           |           |  |  |           |           |  |  |  |  |  |  |  |  |
|  | 0                    |           |                      |   |           |           |  |  |           |           |  |  |  |  |  |  |  |  |
|  |                      |           |                      |   |           |           |  |  |           |           |  |  |  |  |  |  |  |  |
|  | Östersund/Brunflo IF | 2         |                      |   |           |           |  |  |           |           |  |  |  |  |  |  |  |  |
|  | Östersund/Brunflo IF | 2         | 0                    |   |           |           |  |  |           |           |  |  |  |  |  |  |  |  |
|  |                      |           | Clemensnäs HC        | 0 |           |           |  |  |           |           |  |  |  |  |  |  |  |  |
|  | Clemensnäs HC        | 2         | Clemensnäs HC        | 0 |           |           |  |  |           |           |  |  |  |  |  |  |  |  |
|  | Clemensnäs HC        | 2         |                      |   |           |           |  |  |           |           |  |  |  |  |  |  |  |  |
|  | LN 91 Hockey         | 1         |                      |   |           |           |  |  |           |           |  |  |  |  |  |  |  |  |
|  | LN 91 Hockey         | 1         |                      |   |           |           |  |  |           |           |  |  |  |  |  |  |  |  |
|  |                      |           |                      |   |           |           |  |  |           |           |  |  |  |  |  |  |  |  |
|  |                      |           |                      |   |           |           |  |  |           |           |  |  |  |  |  |  |  |  |
|  |                      |           |                      |   |           |           |  |  |           |           |  |  |  |  |  |  |  |  |
|  |                      |           |                      |   |           |           |  |  |           |           |  |  |  |  |  |  |  |  |
|  |                      |           |                      |   |           |           |  |  |           |           |  |  |  |  |  |  |  |  |
|  |                      |           |                      |   |           |           |  |  |           |           |  |  |  |  |  |  |  |  |
|  |                      |           |                      |   |           |           |  |  |           |           |  |  |  |  |  |  |  |  |
|  |                      |           |                      |   |           |           |  |  |           |           |  |  |  |  |  |  |  |  |
|  |                      |           |                      |   |           |           |  |  |           |           |  |  |  |  |  |  |  |  |
|  | 0                    |           |                      |   |           |           |  |  |           |           |  |  |  |  |  |  |  |  |
|  |                      |           |                      |   |           |           |  |  |           |           |  |  |  |  |  |  |  |  |
|  | Mariestad BoIS HC    | 2         |                      |   |           |           |  |  |           |           |  |  |  |  |  |  |  |  |
|  | Mariestad BoIS HC    | 2         |                      |   |           |           |  |  |           |           |  |  |  |  |  |  |  |  |
|  |                      |           | Valbo HC             | 1 |           |           |  |  |           |           |  |  |  |  |  |  |  |  |
|  |                      |           | Valbo HC             | 1 |           |           |  |  |           |           |  |  |  |  |  |  |  |  |
|  |                      |           |                      |   |           |           |  |  |           |           |  |  |  |  |  |  |  |  |
|  |                      |           |                      |   |           |           |  |  |           |           |  |  |  |  |  |  |  |  |
|  |                      |           |                      |   |           |           |  |  |           |           |  |  |  |  |  |  |  |  |
|  |                      |           |                      |   |           |           |  |  |           |           |  |  |  |  |  |  |  |  |
|  |                      |           |                      |   |           |           |  |  |           |           |  |  |  |  |  |  |  |  |
|  |                      |           |                      |   |           |           |  |  |           |           |  |  |  |  |  |  |  |  |
|  |                      |           |                      |   |           |           |  |  |           |           |  |  |  |  |  |  |  |  |
|  |                      |           |                      |   |           |           |  |  |           |           |  |  |  |  |  |  |  |  |
|  |                      |           |                      |   |           |           |  |  |           |           |  |  |  |  |  |  |  |  |

### Playoff 1
| 1     | 23 februari 2008 | Nacka HK                | 5–3                     | Lindlövens IF           | Nacka Ishall      |                   |
| 15:00 | 15:00            | (0–0, 3–3, 2–0) Rapport | (0–0, 3–3, 2–0) Rapport | (0–0, 3–3, 2–0) Rapport | Nacka Publik: 350 | Nacka Publik: 350 |
| 15:00 | 15:00            |                         |                         |                         | Nacka Publik: 350 | Nacka Publik: 350 |
| 15:00 | 15:00            |                         |                         |                         | Nacka Publik: 350 | Nacka Publik: 350 |
| 15:00 | 15:00            |                         |                         |                         | Nacka Publik: 350 | Nacka Publik: 350 |
| 15:00 | 15:00            |                         |                         |                         | Nacka Publik: 350 | Nacka Publik: 350 |
| 15:00 | 15:00            |                         |                         |                         | Nacka Publik: 350 | Nacka Publik: 350 |

| 2     | 25 februari 2008 | Lindlövens IF           | 2–5                     | Nacka HK                | Lindehov               |                        |
| 19:00 | 19:00            | (0–3, 1–2, 1–0) Rapport | (0–3, 1–2, 1–0) Rapport | (0–3, 1–2, 1–0) Rapport | Lindesberg Publik: 911 | Lindesberg Publik: 911 |
| 19:00 | 19:00            |                         |                         |                         | Lindesberg Publik: 911 | Lindesberg Publik: 911 |
| 19:00 | 19:00            |                         |                         |                         | Lindesberg Publik: 911 | Lindesberg Publik: 911 |
| 19:00 | 19:00            |                         |                         |                         | Lindesberg Publik: 911 | Lindesberg Publik: 911 |
| 19:00 | 19:00            |                         |                         |                         | Lindesberg Publik: 911 | Lindesberg Publik: 911 |
| 19:00 | 19:00            |                         |                         |                         | Lindesberg Publik: 911 | Lindesberg Publik: 911 |

| 1     | 23 februari 2008 | Kristianstads IK             | 2–3 (e.fl.)                  | Tranås AIF Hockey            | Kristianstads ishall     |                          |
| 15:00 | 15:00            | (0–0, 2–1, 0–1, 0–1) Rapport | (0–0, 2–1, 0–1, 0–1) Rapport | (0–0, 2–1, 0–1, 0–1) Rapport | Kristianstad Publik: 935 | Kristianstad Publik: 935 |
| 15:00 | 15:00            |                              |                              |                              | Kristianstad Publik: 935 | Kristianstad Publik: 935 |
| 15:00 | 15:00            |                              |                              |                              | Kristianstad Publik: 935 | Kristianstad Publik: 935 |
| 15:00 | 15:00            |                              |                              |                              | Kristianstad Publik: 935 | Kristianstad Publik: 935 |
| 15:00 | 15:00            |                              |                              |                              | Kristianstad Publik: 935 | Kristianstad Publik: 935 |
| 15:00 | 15:00            |                              |                              |                              | Kristianstad Publik: 935 | Kristianstad Publik: 935 |

| 2     | 25 februari 2008 | Tranås AIF Hockey       | 6–2                     | Kristianstads IK        | Bredstorpshallen     |                      |
| 19:00 | 19:00            | (3–0, 1–0, 2–2) Rapport | (3–0, 1–0, 2–2) Rapport | (3–0, 1–0, 2–2) Rapport | Tranås Publik: 1 069 | Tranås Publik: 1 069 |
| 19:00 | 19:00            |                         |                         |                         | Tranås Publik: 1 069 | Tranås Publik: 1 069 |
| 19:00 | 19:00            |                         |                         |                         | Tranås Publik: 1 069 | Tranås Publik: 1 069 |
| 19:00 | 19:00            |                         |                         |                         | Tranås Publik: 1 069 | Tranås Publik: 1 069 |
| 19:00 | 19:00            |                         |                         |                         | Tranås Publik: 1 069 | Tranås Publik: 1 069 |
| 19:00 | 19:00            |                         |                         |                         | Tranås Publik: 1 069 | Tranås Publik: 1 069 |

| 1     | 23 februari 2008 | LN 91 Hockey            | 4–7                     | Clemensnäs HC           | Norrskenshallen        |                        |
| 15:00 | 15:00            | (2–2, 0–2, 2–3) Rapport | (2–2, 0–2, 2–3) Rapport | (2–2, 0–2, 2–3) Rapport | Nordmaling Publik: 162 | Nordmaling Publik: 162 |
| 15:00 | 15:00            |                         |                         |                         | Nordmaling Publik: 162 | Nordmaling Publik: 162 |
| 15:00 | 15:00            |                         |                         |                         | Nordmaling Publik: 162 | Nordmaling Publik: 162 |
| 15:00 | 15:00            |                         |                         |                         | Nordmaling Publik: 162 | Nordmaling Publik: 162 |
| 15:00 | 15:00            |                         |                         |                         | Nordmaling Publik: 162 | Nordmaling Publik: 162 |
| 15:00 | 15:00            |                         |                         |                         | Nordmaling Publik: 162 | Nordmaling Publik: 162 |

| 2     | 25 februari 2008 | Clemensnäs HC           | 3–7                     | LN 91 Hockey            | Kopparhallen        |                     |
| 19:00 | 19:00            | (3–1, 0–2, 0–4) Rapport | (3–1, 0–2, 0–4) Rapport | (3–1, 0–2, 0–4) Rapport | Ursviken Publik: 90 | Ursviken Publik: 90 |
| 19:00 | 19:00            |                         |                         |                         | Ursviken Publik: 90 | Ursviken Publik: 90 |
| 19:00 | 19:00            |                         |                         |                         | Ursviken Publik: 90 | Ursviken Publik: 90 |
| 19:00 | 19:00            |                         |                         |                         | Ursviken Publik: 90 | Ursviken Publik: 90 |
| 19:00 | 19:00            |                         |                         |                         | Ursviken Publik: 90 | Ursviken Publik: 90 |
| 19:00 | 19:00            |                         |                         |                         | Ursviken Publik: 90 | Ursviken Publik: 90 |

| 3     | 26 februari 2008 | Clemensnäs HC           | 3–2                     | LN 91 Hockey            | Kopparhallen         |                      |
| 19:00 | 19:00            | (0–1, 1–0, 2–1) Rapport | (0–1, 1–0, 2–1) Rapport | (0–1, 1–0, 2–1) Rapport | Ursviken Publik: 115 | Ursviken Publik: 115 |
| 19:00 | 19:00            |                         |                         |                         | Ursviken Publik: 115 | Ursviken Publik: 115 |
| 19:00 | 19:00            |                         |                         |                         | Ursviken Publik: 115 | Ursviken Publik: 115 |
| 19:00 | 19:00            |                         |                         |                         | Ursviken Publik: 115 | Ursviken Publik: 115 |
| 19:00 | 19:00            |                         |                         |                         | Ursviken Publik: 115 | Ursviken Publik: 115 |
| 19:00 | 19:00            |                         |                         |                         | Ursviken Publik: 115 | Ursviken Publik: 115 |

Nacka, Clemensnäs och Tranås vidare till playoff 2.

### Playoff 2
| 1     | 1 mars 2008 | Tranås AIF Hockey       | 1–5                     | Örebro HK               | Bredstorpshallen     |                      |
| 15:00 | 15:00       | (1–1, 0–2, 0–2) Rapport | (1–1, 0–2, 0–2) Rapport | (1–1, 0–2, 0–2) Rapport | Tranås Publik: 1 292 | Tranås Publik: 1 292 |
| 15:00 | 15:00       |                         |                         |                         | Tranås Publik: 1 292 | Tranås Publik: 1 292 |
| 15:00 | 15:00       |                         |                         |                         | Tranås Publik: 1 292 | Tranås Publik: 1 292 |
| 15:00 | 15:00       |                         |                         |                         | Tranås Publik: 1 292 | Tranås Publik: 1 292 |
| 15:00 | 15:00       |                         |                         |                         | Tranås Publik: 1 292 | Tranås Publik: 1 292 |
| 15:00 | 15:00       |                         |                         |                         | Tranås Publik: 1 292 | Tranås Publik: 1 292 |

| 2     | 3 mars 2008 | Örebro HK               | 8–1                     | Tranås AIF Hockey       | Vinterstadion        |                      |
| 19:00 | 19:00       | (2–0, 4–1, 2–0) Rapport | (2–0, 4–1, 2–0) Rapport | (2–0, 4–1, 2–0) Rapport | Örebro Publik: 1 025 | Örebro Publik: 1 025 |
| 19:00 | 19:00       |                         |                         |                         | Örebro Publik: 1 025 | Örebro Publik: 1 025 |
| 19:00 | 19:00       |                         |                         |                         | Örebro Publik: 1 025 | Örebro Publik: 1 025 |
| 19:00 | 19:00       |                         |                         |                         | Örebro Publik: 1 025 | Örebro Publik: 1 025 |
| 19:00 | 19:00       |                         |                         |                         | Örebro Publik: 1 025 | Örebro Publik: 1 025 |
| 19:00 | 19:00       |                         |                         |                         | Örebro Publik: 1 025 | Örebro Publik: 1 025 |

| 1     | 1 mars 2008 | Clemensnäs HC           | 2–7                     | Östersund/Brunflo IF    | Kopparhallen        |                     |
| 15:00 | 15:00       | (0–2, 1–1, 1–4) Rapport | (0–2, 1–1, 1–4) Rapport | (0–2, 1–1, 1–4) Rapport | Ursviken Publik: 92 | Ursviken Publik: 92 |
| 15:00 | 15:00       |                         |                         |                         | Ursviken Publik: 92 | Ursviken Publik: 92 |
| 15:00 | 15:00       |                         |                         |                         | Ursviken Publik: 92 | Ursviken Publik: 92 |
| 15:00 | 15:00       |                         |                         |                         | Ursviken Publik: 92 | Ursviken Publik: 92 |
| 15:00 | 15:00       |                         |                         |                         | Ursviken Publik: 92 | Ursviken Publik: 92 |
| 15:00 | 15:00       |                         |                         |                         | Ursviken Publik: 92 | Ursviken Publik: 92 |

| 2     | 3 mars 2008 | Östersund/Brunflo IF    | 8–1                     | Clemensnäs HC           | Klanghallen         |                     |
| 19:00 | 19:00       | (2–1, 2–0, 4–0) Rapport | (2–1, 2–0, 4–0) Rapport | (2–1, 2–0, 4–0) Rapport | Brunflo Publik: 633 | Brunflo Publik: 633 |
| 19:00 | 19:00       |                         |                         |                         | Brunflo Publik: 633 | Brunflo Publik: 633 |
| 19:00 | 19:00       |                         |                         |                         | Brunflo Publik: 633 | Brunflo Publik: 633 |
| 19:00 | 19:00       |                         |                         |                         | Brunflo Publik: 633 | Brunflo Publik: 633 |
| 19:00 | 19:00       |                         |                         |                         | Brunflo Publik: 633 | Brunflo Publik: 633 |
| 19:00 | 19:00       |                         |                         |                         | Brunflo Publik: 633 | Brunflo Publik: 633 |

| 1     | 1 mars 2008 | Nacka HK                | 2–5                     | Enköpings SK HK         | Nacka Ishall      |                   |
| 15:00 | 15:00       | (2–1, 0–1, 0–3) Rapport | (2–1, 0–1, 0–3) Rapport | (2–1, 0–1, 0–3) Rapport | Nacka Publik: 220 | Nacka Publik: 220 |
| 15:00 | 15:00       |                         |                         |                         | Nacka Publik: 220 | Nacka Publik: 220 |
| 15:00 | 15:00       |                         |                         |                         | Nacka Publik: 220 | Nacka Publik: 220 |
| 15:00 | 15:00       |                         |                         |                         | Nacka Publik: 220 | Nacka Publik: 220 |
| 15:00 | 15:00       |                         |                         |                         | Nacka Publik: 220 | Nacka Publik: 220 |
| 15:00 | 15:00       |                         |                         |                         | Nacka Publik: 220 | Nacka Publik: 220 |

| 2     | 3 mars 2008 | Enköpings SK HK         | 12–2                    | Nacka HK                | Bahcohallen          |                      |
| 19:00 | 19:00       | (6–1, 5–1, 1–0) Rapport | (6–1, 5–1, 1–0) Rapport | (6–1, 5–1, 1–0) Rapport | Enköping Publik: 906 | Enköping Publik: 906 |
| 19:00 | 19:00       |                         |                         |                         | Enköping Publik: 906 | Enköping Publik: 906 |
| 19:00 | 19:00       |                         |                         |                         | Enköping Publik: 906 | Enköping Publik: 906 |
| 19:00 | 19:00       |                         |                         |                         | Enköping Publik: 906 | Enköping Publik: 906 |
| 19:00 | 19:00       |                         |                         |                         | Enköping Publik: 906 | Enköping Publik: 906 |
| 19:00 | 19:00       |                         |                         |                         | Enköping Publik: 906 | Enköping Publik: 906 |

Enköping, Örebro och Östersund/Brunflo IF vidare till Playoff 3.

### Playoff 3
| 1     | 7 mars 2008 | Örebro HK               | 5–4                     | Asplöven HC             | Vinterstadion        |                      |
| 19:00 | 19:00       | (1–0, 2–3, 2–1) Rapport | (1–0, 2–3, 2–1) Rapport | (1–0, 2–3, 2–1) Rapport | Örebro Publik: 1 560 | Örebro Publik: 1 560 |
| 19:00 | 19:00       |                         |                         |                         | Örebro Publik: 1 560 | Örebro Publik: 1 560 |
| 19:00 | 19:00       |                         |                         |                         | Örebro Publik: 1 560 | Örebro Publik: 1 560 |
| 19:00 | 19:00       |                         |                         |                         | Örebro Publik: 1 560 | Örebro Publik: 1 560 |
| 19:00 | 19:00       |                         |                         |                         | Örebro Publik: 1 560 | Örebro Publik: 1 560 |
| 19:00 | 19:00       |                         |                         |                         | Örebro Publik: 1 560 | Örebro Publik: 1 560 |

| 2     | 11 mars 2008 | Asplöven HC             | 4–1                     | Örebro HK               | Arena Polarica        |                       |
| 19:00 | 19:00        | (2–0, 1–1, 1–0) Rapport | (2–0, 1–1, 1–0) Rapport | (2–0, 1–1, 1–0) Rapport | Haparanda Publik: 800 | Haparanda Publik: 800 |
| 19:00 | 19:00        |                         |                         |                         | Haparanda Publik: 800 | Haparanda Publik: 800 |
| 19:00 | 19:00        |                         |                         |                         | Haparanda Publik: 800 | Haparanda Publik: 800 |
| 19:00 | 19:00        |                         |                         |                         | Haparanda Publik: 800 | Haparanda Publik: 800 |
| 19:00 | 19:00        |                         |                         |                         | Haparanda Publik: 800 | Haparanda Publik: 800 |
| 19:00 | 19:00        |                         |                         |                         | Haparanda Publik: 800 | Haparanda Publik: 800 |

| 3     | 12 mars 2008 | Asplöven HC             | 5–3                     | Örebro HK               | Arena Polarica        |                       |
| 19:00 | 19:00        | (2–0, 0–1, 3–2) Rapport | (2–0, 0–1, 3–2) Rapport | (2–0, 0–1, 3–2) Rapport | Haparanda Publik: 800 | Haparanda Publik: 800 |
| 19:00 | 19:00        |                         |                         |                         | Haparanda Publik: 800 | Haparanda Publik: 800 |
| 19:00 | 19:00        |                         |                         |                         | Haparanda Publik: 800 | Haparanda Publik: 800 |
| 19:00 | 19:00        |                         |                         |                         | Haparanda Publik: 800 | Haparanda Publik: 800 |
| 19:00 | 19:00        |                         |                         |                         | Haparanda Publik: 800 | Haparanda Publik: 800 |
| 19:00 | 19:00        |                         |                         |                         | Haparanda Publik: 800 | Haparanda Publik: 800 |

| 1     | 8 mars 2008 | Enköpings SK HK         | 3–4                     | IF Troja-Ljungby        | Bahcohallen          |                      |
| 15:00 | 15:00       | (1–1, 1–3, 1–0) Rapport | (1–1, 1–3, 1–0) Rapport | (1–1, 1–3, 1–0) Rapport | Enköping Publik: 919 | Enköping Publik: 919 |
| 15:00 | 15:00       |                         |                         |                         | Enköping Publik: 919 | Enköping Publik: 919 |
| 15:00 | 15:00       |                         |                         |                         | Enköping Publik: 919 | Enköping Publik: 919 |
| 15:00 | 15:00       |                         |                         |                         | Enköping Publik: 919 | Enköping Publik: 919 |
| 15:00 | 15:00       |                         |                         |                         | Enköping Publik: 919 | Enköping Publik: 919 |
| 15:00 | 15:00       |                         |                         |                         | Enköping Publik: 919 | Enköping Publik: 919 |

| 2     | 11 mars 2008 | IF Troja-Ljungby        | 5–2                     | Enköpings SK HK         | Sunnerbohov           |                       |
| 19:00 | 19:00        | (1–2, 4–0, 0–0) Rapport | (1–2, 4–0, 0–0) Rapport | (1–2, 4–0, 0–0) Rapport | Ljungby Publik: 1 905 | Ljungby Publik: 1 905 |
| 19:00 | 19:00        |                         |                         |                         | Ljungby Publik: 1 905 | Ljungby Publik: 1 905 |
| 19:00 | 19:00        |                         |                         |                         | Ljungby Publik: 1 905 | Ljungby Publik: 1 905 |
| 19:00 | 19:00        |                         |                         |                         | Ljungby Publik: 1 905 | Ljungby Publik: 1 905 |
| 19:00 | 19:00        |                         |                         |                         | Ljungby Publik: 1 905 | Ljungby Publik: 1 905 |
| 19:00 | 19:00        |                         |                         |                         | Ljungby Publik: 1 905 | Ljungby Publik: 1 905 |

| 1     | 8 mars 2008 | Östersund/Brunflo IF    | 3–4                     | Väsby IK HK             | Klanghallen         |                     |
| 15:00 | 15:00       | (0–0, 0–3, 3–1) Rapport | (0–0, 0–3, 3–1) Rapport | (0–0, 0–3, 3–1) Rapport | Brunflo Publik: 740 | Brunflo Publik: 740 |
| 15:00 | 15:00       |                         |                         |                         | Brunflo Publik: 740 | Brunflo Publik: 740 |
| 15:00 | 15:00       |                         |                         |                         | Brunflo Publik: 740 | Brunflo Publik: 740 |
| 15:00 | 15:00       |                         |                         |                         | Brunflo Publik: 740 | Brunflo Publik: 740 |
| 15:00 | 15:00       |                         |                         |                         | Brunflo Publik: 740 | Brunflo Publik: 740 |
| 15:00 | 15:00       |                         |                         |                         | Brunflo Publik: 740 | Brunflo Publik: 740 |

| 2     | 11 mars 2008 | Väsby IK HK             | 5–4                     | Östersund/Brunflo IF    | Vilundaparkens Ishall        |                              |
| 19:00 | 19:00        | (2–2, 1–1, 2–1) Rapport | (2–2, 1–1, 2–1) Rapport | (2–2, 1–1, 2–1) Rapport | Upplands Väsby Publik: 2 035 | Upplands Väsby Publik: 2 035 |
| 19:00 | 19:00        |                         |                         |                         | Upplands Väsby Publik: 2 035 | Upplands Väsby Publik: 2 035 |
| 19:00 | 19:00        |                         |                         |                         | Upplands Väsby Publik: 2 035 | Upplands Väsby Publik: 2 035 |
| 19:00 | 19:00        |                         |                         |                         | Upplands Väsby Publik: 2 035 | Upplands Väsby Publik: 2 035 |
| 19:00 | 19:00        |                         |                         |                         | Upplands Väsby Publik: 2 035 | Upplands Väsby Publik: 2 035 |
| 19:00 | 19:00        |                         |                         |                         | Upplands Väsby Publik: 2 035 | Upplands Väsby Publik: 2 035 |

| 1     | 8 mars 2008 | Valbo HC                     | 4–3 (e.fl.)                  | Mariestad BoIS HC            | Borr & Tång Arena |                   |
| 15:00 | 15:00       | (0–2, 1–1, 2–0, 1–0) Rapport | (0–2, 1–1, 2–0, 1–0) Rapport | (0–2, 1–1, 2–0, 1–0) Rapport | Valbo Publik: 750 | Valbo Publik: 750 |
| 15:00 | 15:00       |                              |                              |                              | Valbo Publik: 750 | Valbo Publik: 750 |
| 15:00 | 15:00       |                              |                              |                              | Valbo Publik: 750 | Valbo Publik: 750 |
| 15:00 | 15:00       |                              |                              |                              | Valbo Publik: 750 | Valbo Publik: 750 |
| 15:00 | 15:00       |                              |                              |                              | Valbo Publik: 750 | Valbo Publik: 750 |
| 15:00 | 15:00       |                              |                              |                              | Valbo Publik: 750 | Valbo Publik: 750 |

| 2     | 11 mars 2008 | Mariestad BoIS HC       | 3–0                     | Valbo HC                | Katrinhallen            |                         |
| 19:00 | 19:00        | (1–0, 1–0, 1–0) Rapport | (1–0, 1–0, 1–0) Rapport | (1–0, 1–0, 1–0) Rapport | Mariestad Publik: 1 569 | Mariestad Publik: 1 569 |
| 19:00 | 19:00        |                         |                         |                         | Mariestad Publik: 1 569 | Mariestad Publik: 1 569 |
| 19:00 | 19:00        |                         |                         |                         | Mariestad Publik: 1 569 | Mariestad Publik: 1 569 |
| 19:00 | 19:00        |                         |                         |                         | Mariestad Publik: 1 569 | Mariestad Publik: 1 569 |
| 19:00 | 19:00        |                         |                         |                         | Mariestad Publik: 1 569 | Mariestad Publik: 1 569 |
| 19:00 | 19:00        |                         |                         |                         | Mariestad Publik: 1 569 | Mariestad Publik: 1 569 |

| 3     | 12 mars 2008 | Mariestad BoIS HC       | 8–5                     | Valbo HC                | Katrinhallen            |                         |
| 19:00 | 19:00        | (2–2, 4–0, 2–3) Rapport | (2–2, 4–0, 2–3) Rapport | (2–2, 4–0, 2–3) Rapport | Mariestad Publik: 1 484 | Mariestad Publik: 1 484 |
| 19:00 | 19:00        |                         |                         |                         | Mariestad Publik: 1 484 | Mariestad Publik: 1 484 |
| 19:00 | 19:00        |                         |                         |                         | Mariestad Publik: 1 484 | Mariestad Publik: 1 484 |
| 19:00 | 19:00        |                         |                         |                         | Mariestad Publik: 1 484 | Mariestad Publik: 1 484 |
| 19:00 | 19:00        |                         |                         |                         | Mariestad Publik: 1 484 | Mariestad Publik: 1 484 |
| 19:00 | 19:00        |                         |                         |                         | Mariestad Publik: 1 484 | Mariestad Publik: 1 484 |

Asplöven, Mariestad, Troja  och Väsby vidare till kvalserien till Hockeyallsvenskan.

## Kvalserien till Hockeyallsvenskan
Serien spelades mellan 19 mars och 10 april 2008. Kvalificerade lag var de fyra vinnarna av Playoff samt de två sista lagen från Hockeyallsvenskan, 
Huddinge och Hammarby. Hammarby valde dock att inte delta p.g.a. dålig ekonomi och under april månad ansökte föreningen om konkurs. Efter färdigspelad säsong förlorade Nyköpings HK sin elitlicens och flyttades ner medan Huddinge fick vara kvar.
  
| Nr | Lag                | S | V | O | F | ÖV | ÖF | GM | IM | MS  | P  |
| -- | ------------------ | - | - | - | - | -- | -- | -- | -- | --- | -- |
| 1  | IF Troja/Ljungby ▲ | 8 | 5 | 2 | 1 | 0  | 0  | 33 | 16 | +17 | 17 |
| 2  | Mariestad BoIS ▲   | 8 | 5 | 1 | 2 | 0  | 0  | 27 | 28 | −1  | 16 |
| 3  | Huddinge IK ▼      | 8 | 3 | 1 | 4 | 0  | 0  | 21 | 25 | −4  | 10 |
| 4  | Väsby IK           | 8 | 2 | 2 | 4 | 0  | 1  | 26 | 28 | −2  | 8  |
| 5  | Asplöven HC        | 8 | 0 | 4 | 4 | 1  | 0  | 18 | 28 | −10 | 5  |

Tabelldata är hämtade från Svenska Ishockeyförbundet.

## Kvalserier till Division 1
Kvalserie B
De två främsta lagen, Nälden och KB 65, är kvalificerade för division 1 nästa säsong. Övriga lag är kvalificerade för Division 2. 
| Nr | Lag         | S | V | O | F | ÖV | ÖF | GM | IM | MS  | P  |
| -- | ----------- | - | - | - | - | -- | -- | -- | -- | --- | -- |
| 1  | Näldens IF  | 6 | 4 | 1 | 1 | 1  | 0  | 26 | 20 | +6  | 14 |
| 2  | KB 65       | 6 | 4 | 0 | 2 | 0  | 0  | 28 | 18 | +10 | 12 |
| 3  | ÖSK HK      | 6 | 3 | 0 | 3 | 0  | 0  | 24 | 23 | +1  | 9  |
| 4  | Njurunda SK | 6 | 0 | 1 | 5 | 0  | 1  | 14 | 31 | −17 | 1  |

Tabelldata är hämtade från Svenska Ishockeyförbundet.
Kvalserie C
De två främsta lagen, Bålsta och Hedemora, är kvalificerade för Division 1 nästa säsong. Övriga lag är kvalificerade för Division 2. 
| Nr | Lag             | S | V | O | F | ÖV | ÖF | GM | IM | MS  | P  |
| -- | --------------- | - | - | - | - | -- | -- | -- | -- | --- | -- |
| 1  | Bålsta HC       | 8 | 5 | 1 | 2 | 1  | 0  | 35 | 26 | +9  | 17 |
| 2  | Hedemora SK     | 8 | 5 | 1 | 2 | 0  | 0  | 26 | 24 | +2  | 16 |
| 3  | Falu IF         | 8 | 3 | 2 | 3 | 0  | 1  | 23 | 22 | +1  | 11 |
| 4  | Team Uppsala HC | 8 | 3 | 1 | 4 | 0  | 0  | 22 | 23 | −1  | 10 |
| 5  | Skedvi/Säter IF | 8 | 1 | 1 | 6 | 0  | 0  | 23 | 34 | −11 | 4  |

Tabelldata är hämtade från Svenska Ishockeyförbundet.
Kvalserie D
De två främsta lagen, Wings och Visby, är kvalificerade för Division 1 nästa säsong. Övriga lag är kvalificerade för Division 2. Efter färdigspelad säsong visar det sig att det finns en plats över i Division 1 och den ges till Järfälla HC som därmed klarar sig undan nerflyttning.
| Nr | Lag              | S | V | O | F | ÖV | ÖF | GM | IM | MS  | P  |
| -- | ---------------- | - | - | - | - | -- | -- | -- | -- | --- | -- |
| 1  | Wings HC Arlanda | 8 | 6 | 1 | 1 | 1  | 0  | 38 | 19 | +19 | 20 |
| 2  | Visby-Roma HK    | 8 | 4 | 1 | 3 | 1  | 0  | 40 | 20 | +20 | 14 |
| 3  | Järfälla HC      | 8 | 4 | 2 | 2 | 0  | 2  | 33 | 31 | +2  | 14 |
| 4  | Nynäshamns IF HC | 8 | 4 | 0 | 4 | 0  | 0  | 28 | 28 | 0   | 12 |
| 5  | Sollentuna HC    | 8 | 0 | 0 | 8 | 0  | 0  | 10 | 51 | −41 | 0  |

Tabelldata är hämtade från Svenska Ishockeyförbundet.
Kvalserie E
De två främsta lagen, Ulricehamn och Mjölby, är kvalificerade för Division 1 nästa säsong. Övriga lag är kvalificerade för Division 2.
| Nr | Lag            | S | V | O | F | ÖV | ÖF | GM | IM | MS | P  |
| -- | -------------- | - | - | - | - | -- | -- | -- | -- | -- | -- |
| 1  | Ulricehamns IF | 6 | 4 | 1 | 1 | 1  | 0  | 18 | 12 | +6 | 14 |
| 2  | Mjölby HC      | 6 | 3 | 0 | 3 | 0  | 0  | 25 | 22 | +3 | 9  |
| 3  | Grums IK       | 6 | 2 | 1 | 3 | 1  | 0  | 23 | 26 | −3 | 8  |
| 4  | Karlskoga HC   | 6 | 1 | 2 | 3 | 0  | 2  | 20 | 26 | −6 | 5  |

Tabelldata är hämtade från Svenska Ishockeyförbundet.
Kvalserie F
De två främsta lagen, Karlskrona och Västervik, är kvalificerade för Division 1 nästa säsong. Övriga lag är kvalificerade för Division 2.
| Nr | Lag             | S | V | O | F | ÖV | ÖF | GM | IM | MS  | P  |
| -- | --------------- | - | - | - | - | -- | -- | -- | -- | --- | -- |
| 1  | Karlskrona HK   | 8 | 8 | 0 | 0 | 0  | 0  | 55 | 10 | +45 | 24 |
| 2  | Västerviks IK   | 8 | 5 | 0 | 3 | 0  | 0  | 28 | 26 | +2  | 15 |
| 3  | Mörrums GoIS IK | 8 | 4 | 0 | 4 | 0  | 0  | 36 | 21 | +15 | 12 |
| 4  | Tyringe SoSS    | 8 | 2 | 0 | 6 | 0  | 0  | 31 | 52 | −21 | 6  |
| 5  | Göteborgs IK    | 8 | 1 | 0 | 7 | 0  | 0  | 22 | 63 | −41 | 3  |

Tabelldata är hämtade från Svenska Ishockeyförbundet.